# Paradella harrisoni
Paradella harrisoni là một loài chân đều trong họ Sphaeromatidae. Loài này được Müller miêu tả khoa học năm 1995.